# Magi: Shindobaddo no Bōken
Magi: Shindobaddo no Bōken (マギ シンドバッドの冒険, Magi: Adventure of Sinbad, Magos: Aventura de Sinbad) é um mangá spin-off de Magi: The Labyrinth of Magic ou Magi: O Labirinto da Magia, escrito por Shinobu Ohtaka e ilustrado por Yoshifumi Ohtera. Começou a ser seriada pela Shogakukan Weekly Shōnen Sunday, em maio de 2013, antes de ser transferido para o website da Shogakukan Ura Sunday em setembro do mesmo ano e publicado até abril de 2018.
Uma adaptação em OVA, foi lançada de maio de 2014 a julho de 2015 junto com alguns volumes do mangá antes de uma série animada ser anunciada para começar a ser exibida em abril de 2016.

## Enredo
A história acontece antes dos acontecimentos de Magi: The Labyrinth of Magic, especificamente 30 anos antes da história principal e conta as aventuras de um garoto chamado Sinbad. Originalmente vivendo no Império Parthevia com seu pai Badr, um veterano de guerra e sua mãe Esra, Sinbad perde seu pai devido à guerra contra o Império Reim, e passa sua juventude ajudando os moradores locais e cuidando de sua mãe doente até que ele atenda e abriga o misterioso Yunan, sem saber que ele é um Magi. A pedido de sua mãe e sabendo de sua determinação de mudar o mundo para melhor, Yunan decide guiar Sinbad e o instrui a desafiar o calabouço "Baal" que apareceu na fronteira entre Partevia e Reim, e cujos tesouros ainda não foram reclamados como milhares de guerreiros de ambos os impérios a desafiaram, mas nenhum deles sobreviveu, exceto pelo próprio Sinbad e um nobre partheviano que ele apelidou de "Drakon". Depois de derrotar Drakon em batalha, Sinbad conquista Baal e ganha a lealdade do Djinn que reside lá, tornando-se assim o primeiro Capturador de Dungeon. Sinbad volta para casa a tempo de ter um último encontro com sua mãe em seu leito de morte e deixa Parthevia para iniciar sua própria jornada para mudar o mundo.

## Mídia
Magos: Aventura de Sinbad é escrito por Shinobu Ohtaka e ilustrado por Yoshifumi Ohtera. Foi lançado como um mangá protótipo de 70 páginas com o primeiro volume da série de anime Magi: The Labyrinth of Magic. Mais tarde foi expandida para uma série regular, que começou a ser publicada no Shonakukan's Weekly Shonen Sunday de 18 de maio a 26 de junho de 2013, e depois mudou para o webcomic site da Shogakukan Ura Sunday , de 18 de setembro de 2013 a 25 de abril de 2018. Em julho de 2018, dezenove volumes tankōbon foram publicados.

### Anime

#### Lista de episódios
| N.º | Título em português Título original                                                                      | Exibição original   |
| --- | --- | ------------------- |
| 1   | "A Criança Predestinada" Transliteração: "Unmei no ko" (em japonês: 運命の子)                            | 23 de Abril de 2016 |
| 2   | "Sinbad, O Marujo" Transliteração: "Funanori Sinbad" (em japonês: 船乗りシンドバッド)                    | 23 de Abril de 2016 |
| 3   | "Dungeon, Baal" Transliteração: "Meikyuu Baal" (em japonês: 迷宮バアル)                                  | 30 de Abril de 2016 |
| 4   | "O Primeiro Mar" Transliteração: "Hitotsume no Umi" (em japonês: ひとつめの海)                           | 7 de Maio de 2016   |
| 5   | "A Qualidade de um Rei" Transliteração: "Ou no Shishitsu" (em japonês: 王の資質)                         | 14 de Maio de 2016  |
| 6   | "Paradeiro" Transliteração: "Ibasho" (em japonês: 居場所)                                                | 21 de Maio de 2016  |
| 7   | "Sinbad, O Mercador" Transliteração: "Shounin Sinbad" (em japonês: 商人シンドバッド)                     | 28 de Maio de 2016  |
| 8   | "A Marca do Clã" Transliteração: "Kenzokuki" (em japonês: 眷属器)                                        | 4 de Junho de 2016  |
| 9   | "Sasan, A Terra da Pureza" Transliteração: "Seijou no Chi Sasan" (em japonês: 清浄の地ササン)            | 11 de Junho de 2016 |
| 10  | "O Poder Para Mudar o Mundo" Transliteração: "Sekai wo Kaeru Chikara" (em japonês: 世界を変える力)       | 18 de Junho de 2016 |
| 11  | "A Cidade no Céu de Artemyra" Transliteração: "Tenkuu Toshi Artemyra" (em japonês: 天空都市アルテミュラ) | 25 de Junho de 2016 |
| 12  | "Masou Vs Masou - Parte 1" Transliteração: "Masou vs Masou" (em japonês: 魔装 vs 魔装)                   | 2 de julho de 2016  |
| 13  | "Masou vs Masou - Parte 2" Transliteração: "Magi" (em japonês: マギ)                                     | 2 de julho de 2016  |

#### Elenco
Magi: Sinbad no Bouken é um anime de exclusividade da Netflix. O anime foi ao ar no dia 15 de abril. A principio a sua exibição estava restrita apenas a Netflix japonesa, que assim como a TV, transmitiu um episódio por semana. Chegou a ser disponível na plataforma brasileira em 2016 até atualmente e teve sua dublagem feita na Marmac/Dubbing House Brazil dirigido por Pedro Alcântara e Bruno Marçal.
Companhia Sindria
| Personagem      | Seiyū                       | Dublador                                      |
| --------------- | --------------------------- | --------------------------------------------- |
| Sinbad          | Daisuke Ono Megumi Takamoto | Lucas Almeida Letícia Celini (Sinbad criança) |
| Hinahoho        | Keiji Fujiwara              | Wallace Costa                                 |
| Ja'far          | Takahiro Sakurai            | Murilo Merino                                 |
| Mystras Leoxses | Wataru Hatano               | Caio Guarnieri                                |
| Rurumu          | Ayumi Tsunematsu            | Cássia Bisceglia                              |
| Vittel          | Sōma Saitō                  | Rodrigo Araújo                                |
| Mahad           | Kenta Miyake                | Wallace Costa                                 |
| Matal Mogamett  | Chõ                         | Luiz Carlos de Moraes                         |

Império Parthevia
| Personagem                         | Seiyū             | Dublador         |
| ---------------------------------- | ----------------- | ---------------- |
| Drakon                             | Tomokazu Sugita   | William Viana    |
| Barbarossa                         | Takehito Koyasu   | Roberto Leite    |
| Serendine Dikumenowlz Du Parthevia | Ai Kayano         | Kate Kelly       |
| Ezra, mãe do Sinbad                | Yōko Hikasa       | Silvia Goiabeira |
| Badr, pai do Sinbad                | Katsuyuki Konishi | Rogério Viggiani |
| Falan                              | Yuu Kobayashi     | Cláudia Victória |
| Zamil                              | Masafumi Kobatake | Tiaggo Guimarães |
| Tabi                               | Eiji Miyashita    | Dlaigelles Riba  |